# ФК Вършец 2012
ФК Вършец 2012 е български футболен отбор от Вършец. През сезон 2021/22 се състезава в ОФГ Монтана.

## История
Отборът е създаден през лятото на 2012 г. от местни момчета, които обичат футбола и с помощта на Анатоли Димитров, който е бизнесмен от града. Между 2013 и 2018 г. клубът има и детско-юношеска школа, но след това престава да съществува поради липса на финансиране.
В момента председател на УС е Георги Николов. Домакинските си срещи отборът провежда на Градския стадион във Вършец.

## Сезони
| Сезон   | Група          | Място |
| ------- | -------------- | ----- |
| 2012/13 | ОФГ Монтана    | 5     |
| 2013/14 | „А“ ОГ Монтана | 4     |
| 2014/15 | „А“ ОГ Монтана | 3     |
| 2015/16 | „А“ ОГ Монтана | 3     |
| 2016/17 | „А“ ОГ Монтана | 6     |
| 2017/18 | „А“ ОГ Монтана | 8     |
| 2018/19 | „А“ ОГ Монтана | 4     |
| 2019/20 | „А“ ОГ Монтана | 7*    |
| 2020/21 | „А“ ОГ Монтана | 7     |

(*) Сезонът не завършва.

## Купа на България
Отборът участва в турнира през сезон 2014/15 и стига до областен финал, но губи от Кариана (Ерден) с 0:6.

## Купа на АФЛ
Отборът участва в турнира през сезон 2014/15, стига до областен финал, след като почива в първи кръг, но на финала губи служебно от Кариана (Ерден) с 0:3.